# アストンマーティン・ヴァンテージ GT2
アストンマーティン・ヴァンテージ GT2は、アストンマーティン・V8ヴァンテージ シリーズの中で最もパワフルなレーシングカー。ヴァンテージ GT2は、V8エンジンの アストンマーティン・ ヴァンテージ をベースに、アストンマーティン・レーシングが開発、標準のレース用燃料または E85 バイオエタノール、両方で動作するように設計されている。

## 開発

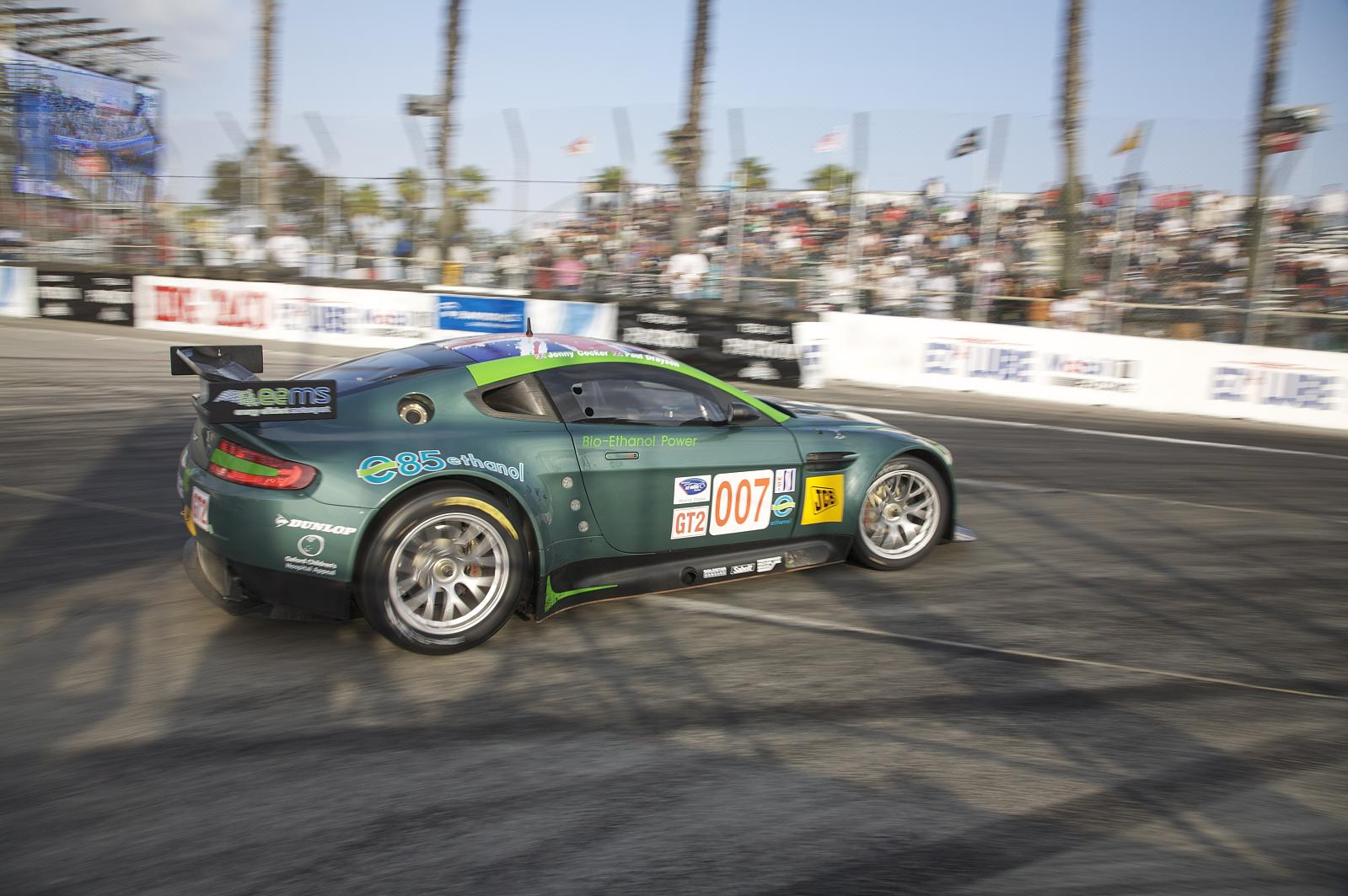
2008年アメリカンルマン シリーズ、ロングビーチでデビューした、ヴァンテージ GT2

2008年にデビュー。FIAおよびACOのGT2クラスレギュレーションに適合するマシンとして開発された。FIA GT選手権のほか、アメリカン・ル・マン・シリーズ、ヨーロピアン・ル・マン・シリーズ、およびル・マン24時間レースでカスタマー供給されている。
エンジンは市販モデルの4.3L V8エンジン AJ37をベースに、排気量を4.5Lに拡大した上でドライサンプ化。シリンダーブロック及びクランクシャフトは市販モデルからの流用であるが、シリンダーヘッド、コンロッド、バルブ、カムシャフト、エキゾーストシステム等はレース用のコンポーネントを使用している。
市販モデルでは接着されたアルミニウムシャーシを使用しているが、GT2マシンではカーボンファイバーパネル (ルーフを除く) を使用し、フロントスプリッター、リアディフューザー、リアウィング、フラットフロアといったエアロパーツを備える。
燃料はレースシリーズに応じて、E85エタノールと通常のレース用燃料の双方を使用できるよう設計されている。

### アップグレードとGTE バージョン

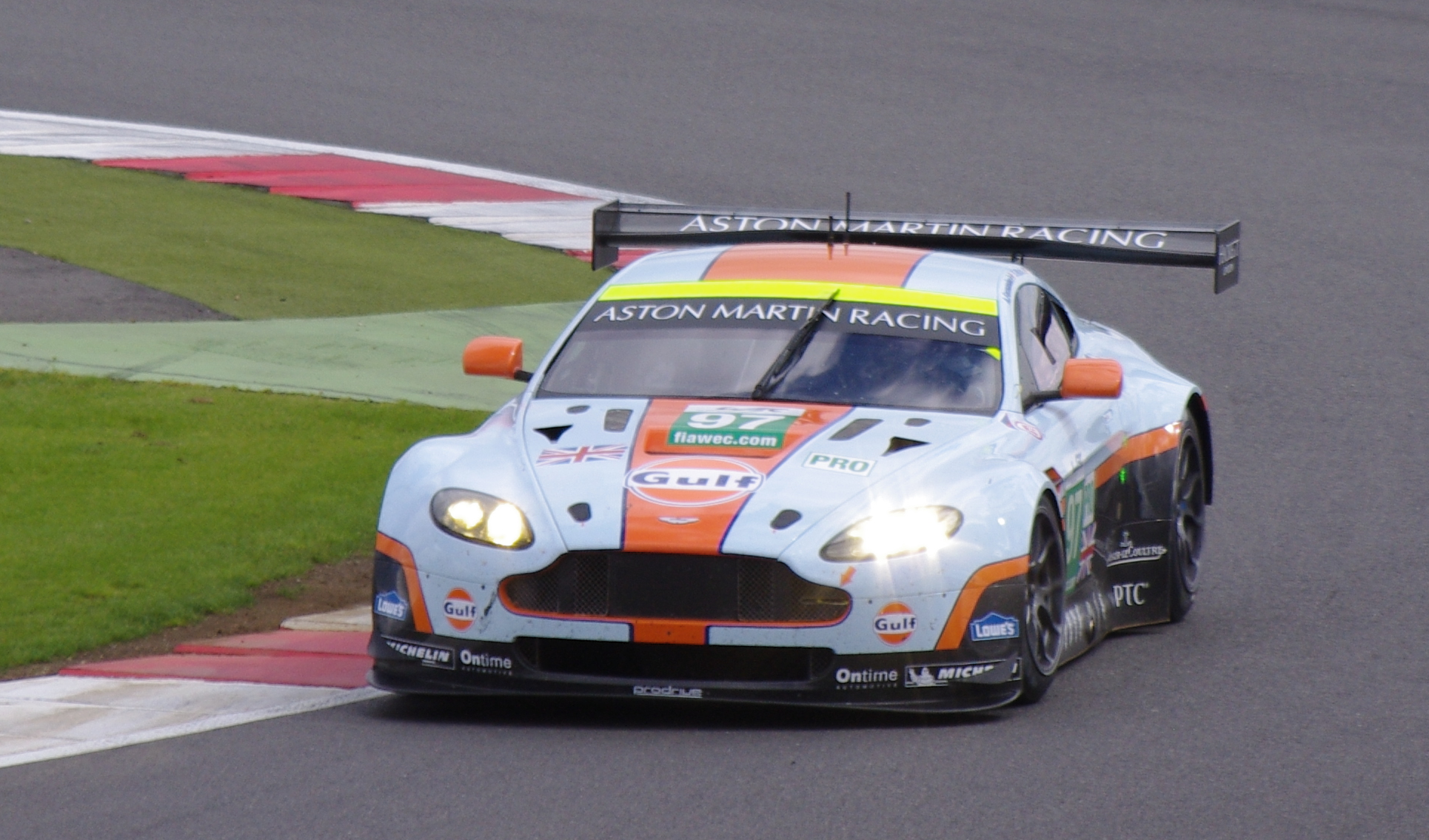
2012年、シルバーストン・サーキットにて

2012年、前シーズンにLMP1クラスへ投入したAMR-Oneが失敗に終わったアストンマーティン・レーシングは、再びGTカーレースのプログラムに戻った。ヴァンテージGT2の仕様は、更新されたルマンGT2（現在のLM-GTE）レギュレーションとはわずかに異なるため、開発はヴァンテージ GTEとして改めて行われた。

#### 主要なアップグレード
それまでヴァンテージ GT2の欠点とされていた、整備性の向上に焦点が当てられた。フロント周りは取り外し可能なバーによる新しいモジュラー構造となり、エンジンを車から直接引き出すことを可能とした。これにより、整備に4時間以上を要した以前とは異なり、足回りのセッティングに影響を及ぼすことなく、エンジン交換の作業を1時間未満で行えるようになった。リアサスペンションとサブフレームも保守性を高めるために変更された。安全性を高めるために燃料電池はロールケージ内に移設され、事故による損傷のリスクを軽減している。

#### その他のアップグレード
その他のアップグレードとしては、バッテリーをはじめ全体的な軽量化が施されている。 
改良点には、CFDから改良した新しいフロントバンパー、サイドスカート、リアウィングが含まれる。リアウイングはルマンエアロパッケージの進化形であり、ACOはアストンマーティン・レーシングに対し、シーズン通して走ることを許可した。モデファイにより、ドライバーの冷却性能も改善された。これは2008年のALMSでドレイソン-バーウェルを悩ませていた旧型の欠点だった。

## レース戦績
アストンマーティン・ヴァンテージ GT2は、英国の元国務大臣であるポール・ドレイソンと、2004年の英国GTチャンピオンであるジョニーコッカーが2008年ALMS、ロングビーチでレースデビューを果たした。マシンはE85燃料でレースした。 
2008年、ルマン・シリーズで、ジェームズワットオートモーティブは、ヴァンテージGT2を走らせたが 、メカニカルトラブルの為にデビューレースを完走できなかった。
2009年、ドレイソンレーシングは、ルマンシリーズでヴァンテージ GT2を走らせた。
2010年、スーパーGT GT300クラスに、A　speedがヴァンテージ GT2で参戦した。マシン名はtripleA ヴァンテージ GT2。

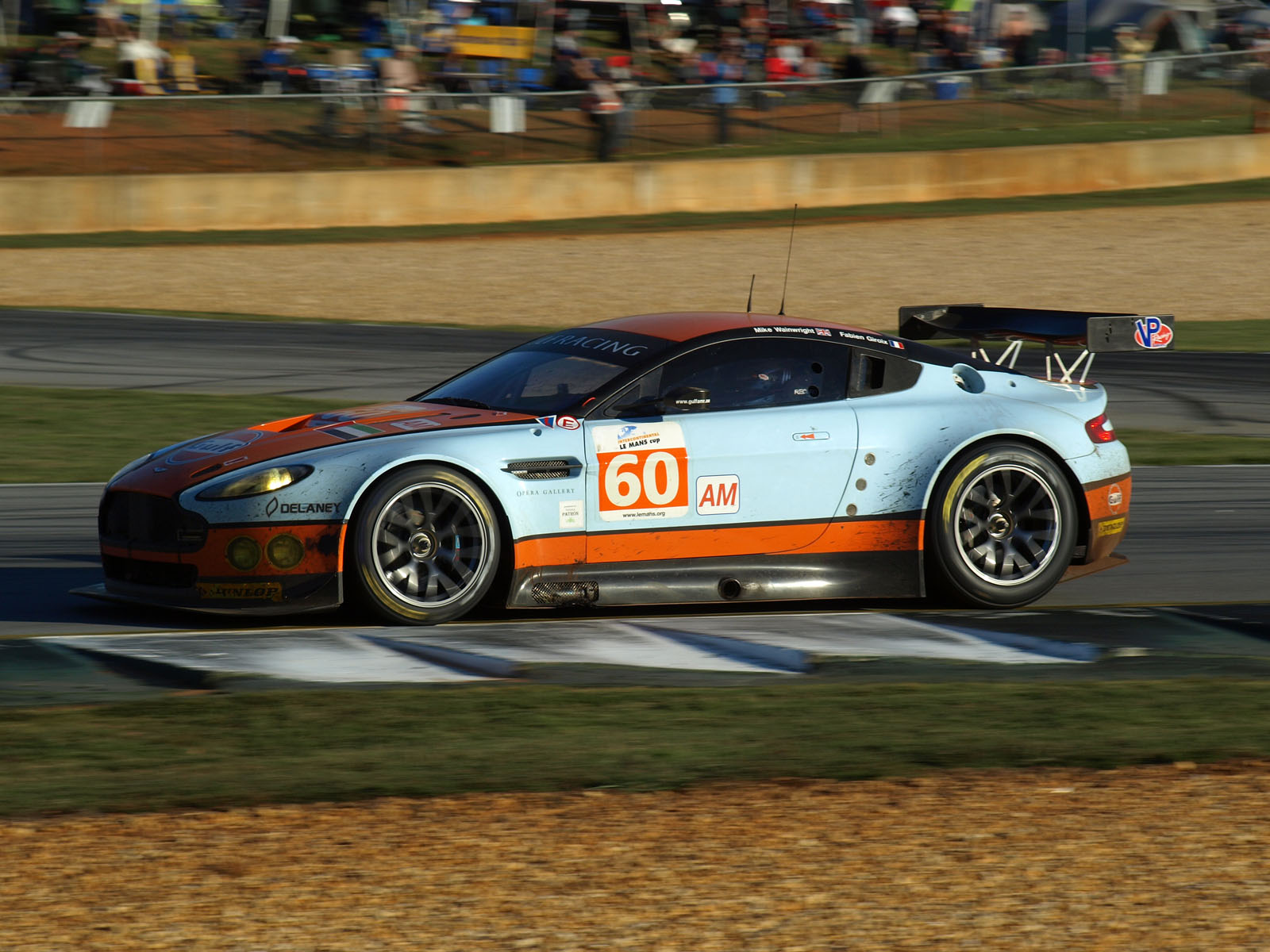
2011年プチ・ルマン、ガルフAMRミドルイースト、ヴァンテージ GT2

2010年のルマンシリーズに、JMWモータースポーツがヴァンテージ GT2を走らせた。 
ヴァンテージGT2は、ルマンシリーズやインターコンチネンタル・ルマンカップなど、多くのシリーズにも参戦した。2011年のルマン24時間レースでは、Jotaレーシング・AMRとガルフAMRミドルイーストの2台のヴァンテージGT2がレースを行った。両方のマシンは最終的にリタイアした。1台はメカニカルトラブルがあり、もう1台はコントロールを失ってサーキットをスピンオフし、ドライバーのマークウェインライトは負傷し、マシンは深刻なダメージを受け続行できなかった。
2012年、アストンマーティン・レーシングは、ワークスチームとして、初開催の世界耐久選手権(WEC)に、アップグレードされたLM-GTEスペックのヴァンテージ GTEで参戦した。アップグレードされたマシンは、1月にテストでデビュー。そのマシンは、以前のアストンマーティン・DBR9やスポーツプロトタイプカーと同じように、ガルフカラーだった。
2014年の世界耐久選手権で、LM-GTEAmクラスで、ドライバー、チームのダブルタイトルを獲得した。
2016年の世界耐久選手権で、LM-GTEProクラスで、ドライバー、チームのダブルタイトルを獲得した。